# Liebe schwarz-weiss
Liebe schwarz-weiss ist ein deutscher Dokumentarfilm von Britta Wandaogo aus dem Jahr 2001. Der Film lief auf vielen internationalen Festivals und gewann den CIVIS Medienpreis 2001. In Deutschland lief der Film unter anderem auf der Duisburger Filmwoche 2001 und dem Sehsüchte Filmfestival Berlin.

## Handlung
Wie gründe ich eine Familie mit neunzehn? Aus einem kleinen Dorf in Ghana kommt Bobby Mitte der 90er-Jahre nach Köln. Er lernt Christine kennen. Im Taumel zwischen Verliebtheit, Disco und Glück finden sie sich im Familienleben wieder. Ihr Hakim wird geboren. Die Heirat scheitert an den fehlenden Papieren, die Arbeit an den Behörden und das Glück an ihnen selbst. 
Der Alltag verdreht die Liebe, unterschiedliche Familienvorstellungen werden zum Klotz am Bein. 

## Kritiken
Eine unprätentiös erzählte Beziehungsgeschichte, die nicht in eine feste Narration gegossen ist: Die Kamera scheint beim Drehen keine Rolle zu spielen und erzeugt eine unglaubliche Nähe, aber gleichzeitig scheint viel von dem, was passiert, nur zu passieren, weil eine Kamera da ist, die diesen "ausgesprochenen Selbstdarstellern" (Britta Wandaogo) Raum gibt. Eine Kamera, die das Leben erweckt. Die Wohnküche wird zum imaginären Marktplatz, wo die Probleme von außen & innen aufeinandertreffen und verhandelt werden (müssen). Eine Beziehung, die äußere bürokratische Prozesse und innere Identitätsfragen durchleben muss bzw. letztlich (auch daran) scheitert. Fragen von Differenz werden im Detail gezeigt: wie sowas gut gehen oder eben scheitern kann. In der Wohnküche werden große Themen – wie Judgement Day beim Haareschneiden – verhandelt bzw. finden hier einen Raum, wo Fragen der Religion, der Verwurzelung, des Glaubens und der alltäglichen Lebens-Praxis öffentlich werden. Verlaufsformen bzw. Osmosen von Lebensformen werden sichtbar: Zusammenleben (müssen). Diese Konflikte werden nicht didaktisch aufgearbeitet und sie werden auch nicht "erklärt". Britta Wandaogo wollte kein Erklärstück machen: Erklärungen in Filmen sind Fahrkarten zum Vergessen.
Hilde Hoffmann im Gespräch mit Britta Wandaogo Podium (df25) Duisburger Protokolle:
Der Film verwebt Heiterkeit, Melancholie, Leidenschaft, Liebe und Politik ohne jemals didaktisch zu werden. Die O-Töne bleiben unkommentiert, die Hauptdarsteller erzählen ihre Geschichte und ihre alltäglichen Geschichten. Ihre Freude, ihre Wut, Lust und Frust am Leben stecken die Betrachter an. Die Autorin verliert dennoch nie die Distanz zu ihrer Story und schafft es gerade deshalb die Zuschauer mitzunehmen. „Liebe Schwarz Weiss“ eine Geschichte nicht über kulturelle Unterschiede, sondern über Menschen, deren unterschiedliche Herkunft das Leben reicher macht: reicher an Erfahrungen, reicher an Gefühlen und natürlich auch an Problemen. Kulturelle Vielfalt eben. Auszug aus der Jurybegründung CIVIS Medienpreis Sparte TV Information.
Britta Wandaogo ist es gelungen, die Protagonisten selbst sprechen zu lassen – Original-Töne lässt sie unkommentiert. Dadurch gelingen ihr sehr persönliche und authentische Einblicke in den Alltag des Paares. Das gekonnte Zusammenspiel aus Alltagssituationen, intensiven Gesprächen und dem Humor der Protagonisten zeigt, trotz aller Probleme, witzige Momente, getragen von der Energie und dem Selbstbewusstsein seiner Hauptakteure. Britta Wandaogo ist es gelungen, das vielschichtige Potpourri aus kulturellen Unterschieden, sozialer Herkunft, politischer und gesellschaftlicher Akzeptanz – und letztlich Liebe und Toleranz – spielerisch in einem Film umzusetzen. Ein besonderes Lob spricht die Jury der gekonnten Kameraführung aus. Die Kamera ist Teil des Geschehens, fängt scheinbar Unwichtiges auf – und unterstreicht damit die Echtheit und Modernität des Beitrages. Die sensible Machart des Berichts vermeidet Klischees und eine voyeuristische Perspektive. An keiner Stelle entsteht das Gefühl, dass die Protagonisten vorgeführt werden. Gerade diese gekonnte Balance zwischen Emotionen und Sachlichkeit berührt den Zuschauer. Ein herausragender und mutiger Film. Deutscher Sozialpreis, Laudatio von Jürgen Gohde, Präsident der Bundesarbeitsgemeinschaft der Freien Wohlfahrtspflege.

## Auszeichnungen
- 2001: CIVIS Medienpreis für Liebe schwarz-weiss
- 2002: Deutscher Sozialpreis (Sparte TV) für Liebe schwarz-weiss